# Kõrgelaid (Udriku laht)
Kõrgelaid ist eine unbewohnte Insel, 80 Meter von der größten estnischen Insel Saaremaa entfernt. Die Insel liegt in der Landgemeinde Saaremaa im Kreis Saare. Sie liegt in der Bucht Udriku laht im Kahtla-Kübassaare hoiuala.
Kõrgelaid ist 150 Meter lang und 100 Meter breit.